# Vicherey
Vicherey ist eine französische Gemeinde mit 158 Einwohnern (Stand 1. Januar 2022) im Département Vosges in der Region Grand Est (bis 2015 Lothringen) Sie gehört zum Arrondissement Neufchâteau und zum départementübergreifenden Gemeindeverband Pays de Colombey et Sud Toulois. Die Bewohner nennen sich Viscariens.

## Geografie
Die Gemeinde Vicherey liegt im Westen der Landschaft Xaintois an der Grenze zum Département Meurthe-et-Moselle, 30 Kilometer südlich von Toul und 55 Kilometer nordwestlich von Épinal. Durch Vicherey fließt der Jord, ein schmaler Zufluss des Aroffe im Einzugsgebiet der Maas. Nachbargemeinden von Vicherey sind Tramont-Saint-André und Tramont-Émy im Norden, Tramont-Lassus im Nordosten, Beuvezin im Osten, Maconcourt im Süden, Rainville im Südwesten, Pleuvezain im Westen sowie Soncourt im Nordwesten.

## Geschichte
Bereits in gallorömischer Zeit tauchten die Ortsnamen Viskerium bzw. Viskeriacum für das Dorf Vicherey auf. Die Buchstabenfolge sk lässt die Vermutung zu, dass hier schon eine Siedlung der keltischen Leuker bestand. Das ehemalige Schloss über dem Dorf gehörte vermutlich dem Merowingerkönig Dagobert II., der es im Jahr 651 dem Bischof von Toul Theofred schenkte, was zur Folge hatte, dass hier eine Propstei in Abhängigkeit vom Domkapitel in Toul entstand, die bis zur Französischen Revolution bestand. Während die Dagobertsche Schenkung nicht urkundlich belegt ist, stellten im 9. Jahrhundert zwei Herrscher gleich vier Urkunden aus, in denen Vicherey genannt wird: 885 bestätigte Karl III. ("der Dicke") zweifach den Touler Kanonikern Besitz in "Uisceriacum" zum Unterhalt, was 891 und 894 Arnulf ("von Kärnten") bestätigte (Quellen: MGH DD Kar III 121 + 124, MGH DD Arn 093 + 128). Vermutlich im 11. Jahrhundert errichtete das Touler Domkapitel auf seinem Grundstück eine Burg, auf der mehrere Herrschaften residierten – unter anderem Karl der Kühne im Jahr 1475. Die Burg wurde schließlich während des Dreißigjährigen Krieges von den Franzosen und den verbündeten Schweden zerstört. Um die Mitte des 19. Jahrhunderts wurden die Ruinen-Reste dem Erdboden gleichgemacht und das Verlies zugemauert. Die ehemalige "Schlosskapelle", schon in der zweiten Urkunde Karls des Dicken 885 als "aecclesia" erstmals erwähnt, im 12. Jahrhundert neu gebaut, wurde daraufhin zur heutigen Pfarrkirche Saint-Remy umgebaut. Dabei wurden die Grundmauern der Kirche verstärkt und der Turm erhöht.

## Wappen
Die drei silbernen Steine auf rotem Grund als Symbole des Domkapitels von Toul verweisen auf Vicherey als langjährigem Sitz einer Propstei des Bistums Toul.

## Bevölkerungsentwicklung
| Jahr      | 1962 | 1968 | 1975 | 1982 | 1990 | 1999 | 2011 | 2022 |
| Einwohner | 185  | 204  | 205  | 228  | 213  | 176  | 159  | 158  |

Im Jahr 1836 wurde mit 545 Bewohnern die bisher höchste Einwohnerzahl ermittelt. Die Zahlen basieren auf den Daten von cassini.ehess und INSEE.

## Sehenswürdigkeiten
- Kirche Saint-Remy (St. Remigius), Monument historique[5], entstanden Mitte des 19. Jahrhunderts aus einer alten Schlosskapelle; Apsis, Chor und Teile des Glockenturms sind romanischen Ursprungs und stammen aus dem 12. Jahrhundert; bemerkenswert auch die externe Apsis und die doppelt gewölbte Archivolte sowie im Inneren der Kirche Reliefs von monströsen menschlichen Figuren, einem Bestiarium und 16 Gemälde der Apokalypse
- Überreste der alten mittelalterlichen Burg (Gräben, ein Stück Mauer, Teile eines Burgturms)

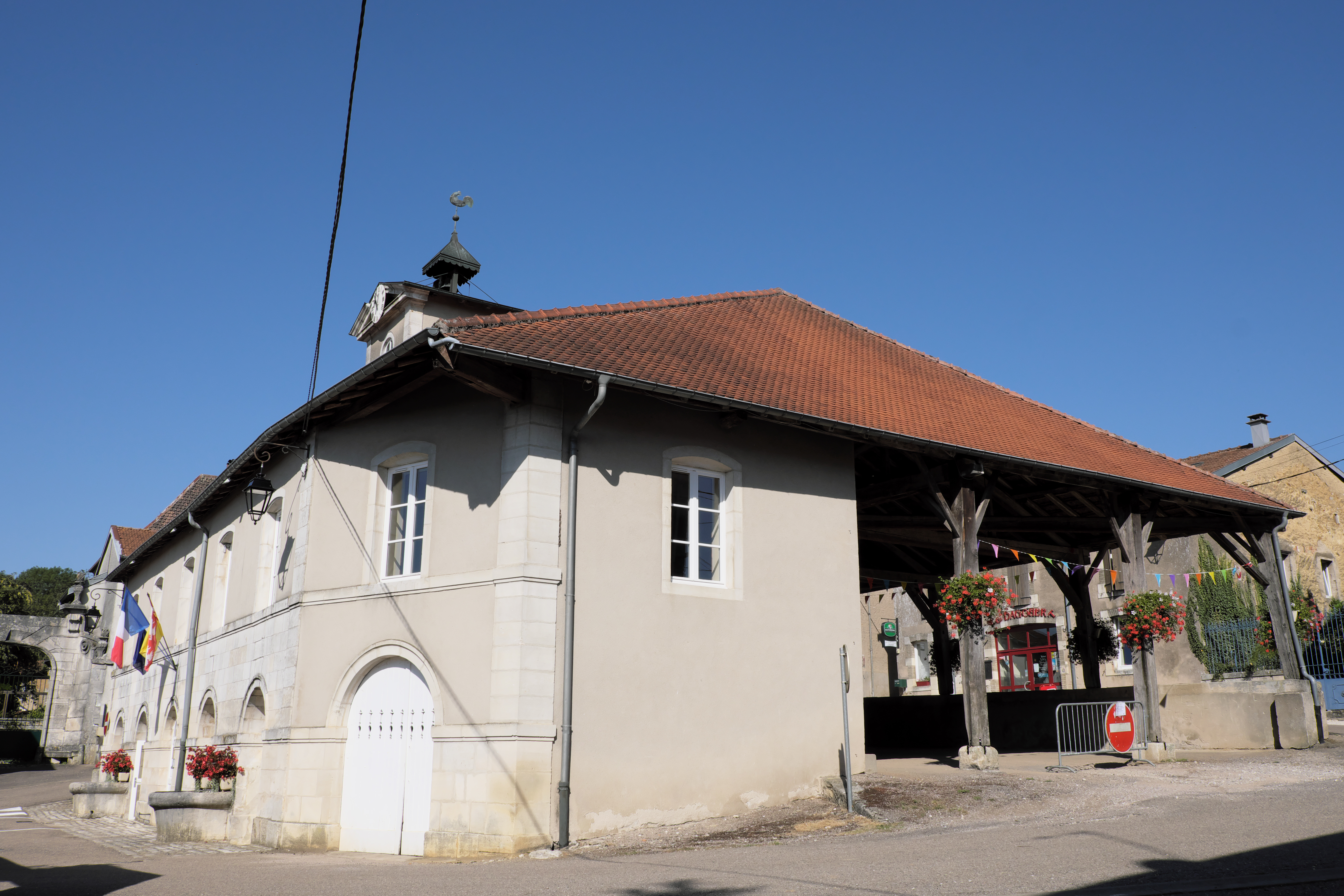
Mairie-halle

- Mairie-halle, Bürgermeisterei mit Markthalle und ehemaligem Lavoir unter einem Dach, aus der ersten Hälfte des 19. Jahrhunderts (einzigartig im Nordosten Frankreichs), Monument historique[6]
- mehrere Brunnen
- Wegkreuz

## Wirtschaft und Infrastruktur
Trotz der geringen Einwohnerzahl ist Vicherey ein lokales Zentrum für die noch kleineren Gemeinden der Umgebung. In der Gemeinde gibt es eine Grundschule, ein Ärztehaus, ein Rettungszentrum und eine kleine Feuerwehrstation, zwei Tierärzte, kleinere Handwerksbetriebe (Autoreparatur, Tischler, Baugewerbe) und einen kleinen Supermarkt. Schließen mussten dagegen zwei Cafés, eine Bäckerei, eine Metzgerei, ein Lebensmittelgeschäft und ein Fahrschulgeschäft. In Vicherey sind drei Landwirtschaftsbetriebe ansässig (Rinderzucht, Milchviehhaltung).
Vicherey liegt an der Fernstraße von Colombey-les-Belles nach Mirecourt (D 29). Die Autoroute A31 führt westlich an Vicherey vorbei (Anschluss im 17 Kilometer entfernten Châtenois).

## Persönlichkeiten
- Nicolas-Louis François de Neufchâteau (1750–1828), französischer Staatsmann und Dichter, war 1790 Bürgermeister von Vicherey

## Belege
1. ↑  Vicherey auf vosges-archives.com/ (Seite nicht mehr abrufbar, festgestellt im Mai 2019. Suche in Webarchiven)  Info: Der Link wurde automatisch als defekt markiert. Bitte prüfe den Link gemäß Anleitung und entferne dann diesen Hinweis. (französisch, PDF-Datei; 39 kB), abgerufen am 29. August 2016; seit November 2016 nicht mehr permanent abrufbar
2. ↑  Wappenbeschreibung auf www.genealogie-lorraine.fr (französisch, seit 2018 nicht mehr abrufbar)
3. ↑  Vicherey auf cassini.ehess
4. ↑  Vicherey auf INSEE
5. ↑  Église Saint-Rémy in der Base Mérimée des französischen Kulturministeriums (französisch)
6. ↑  Mairie-halle in der Base Mérimée des französischen Kulturministeriums (französisch)
7. ↑  Landwirtschaftsbetriebe auf annuaire-mairie.fr